# The Face Vietnam (mùa 4)
Gương mặt người mẫu Việt Nam 2023 hay The Face Vietnam 2023 là cuộc thi The Face Vietnam lần thứ 4 và chương trình truyền hình thực tế về tìm kiếm và đào tạo người mẫu quảng cáo và trình diễn thời trang do Multimedia JSC sản xuất. Các huấn luyện viên của chương trình bao gồm siêu mẫu, diễn viên Anh Thư, siêu mẫu, diễn viên, nhà thiết kế, doanh nhân Vũ Thu Phương, siêu mẫu Minh Triệu và hoa hậu Kỳ Duyên. Chương trình lên sóng lúc 20h30 thứ 7 hàng tuần trên kênh VTV9 (đến hết tập 9) và các nền tảng digital của Multimedia bắt đầu từ ngày 4 tháng 6 năm 2023 đến ngày 8 tháng 8 năm 2023.
Người chiến thắng mùa giải này thuộc về người mẫu Huỳnh Thị Tú Anh đến từ đội HLV Anh Thư.

## Khái quát

### Luật thi đấu
Trong vòng Casting sơ tuyển, các thí sinh sẽ phải trải qua 5 vòng tuyển chọn: Catwalk với trang phục tự chọn, Catwalk giấu mặt, Photoshoot mặt mộc, Tài năng và Chóng mặt. Trong vòng Catwalk với trang phục tự chọn, thí sinh phải biểu diễn catwalk với một trang phục do chính thí sinh tự chuẩn bị. Trong vòng Catwalk giấu mặt, các thí sinh sẽ catwalk theo cặp hai người với trang phục phô diễn hình thể trong khi không bị che mặt (đội khẩu trang, mũ cho nam và mũ rộng vành cho nữ). Các mentor sẽ giơ bảng Yes hoặc No, nếu nhận được 2 bảng "Yes" trở lên sẽ được đi tiếp. Trong phần thi Chụp hình mặt mộc, các thí sinh phải tẩy trang để chụp hình đơn. Trong vòng Tài năng, thí sinh sẽ thể hiện tài năng của bản thân trước các mentor và host. Sau 4 vòng thi trên, 30 thí sinh xuất sắc nhất sẽ được đến vòng thi Đối mặt, các mentor và thí sinh sẽ được kết nối với nhau và tìm hiểu kĩ hơn những thí sinh tiềm năng cũng như để các mentor tìm được chiến lược để chuẩn bị lựa chọn thí sinh. Sau vòng này, top 15 sẽ được công bố cho vòng Pickteam
Trong vòng Pickteam (chọn đội), mỗi mentor sẽ chọn cho mình 5 thí sinh trong top 15 để trải qua các thử thách của chương trình. Các mentor bắt buộc giơ bảng ghi tên team mình lên nếu muốn chọn thí sinh. Nếu thí sinh có 1 mentor chọn sẽ về team mentor đó, nếu có 2 hoặc 3 mentor chọn thì quyền quyết định về team nào thuộc về thí sinh. Đặc biệt, mỗi mentor/cặp mentor sẽ có 2 tấm thẻ đặc biệt, được sử dụng một lần duy nhất: 
- Tấm thẻ Hãy Cướp thí sinh: HLV nào giơ tấm thẻ này sẽ có quyền cướp thí sinh nào về đội của mình. Trong trường hợp có 2 HLV cùng giơ tấm thẻ này thì tấm thẻ này sẽ mất hiệu lực.
- Tấm thẻ Chặn lại: Mỗi HLV có quyền chặn một thí sinh về đội bất kì. Quyết định này được đưa ra trước khi vòng thi bắt đầu.
- Sau khi 3 team đã lựa chọn xong ở lượt đầu tiên, những thí sinh còn lại trong top 15 mà không có mentor chọn sẽ được bổ sung để có đủ 5 thành viên cho mỗi đội.

Trong các tập tiếp theo, mỗi tập các thí sinh sẽ tham gia vào 1 thử thách master class và 1 thử thách campaign. 
- Thử thách Master Class sẽ có 1 mentor, các mentor hoặc khách mời hướng dẫn, họ sẽ chọn 1 thí sinh/đội thắng thử thách này mỗi tập. Người chiến thắng sẽ được hưởng một số quyền lợi trước vòng thử thách nhóm.
- Trong thử thách Campaign, mỗi huấn luyện viên sẽ giám sát team mình, sẽ có sự tham gia của các khách mời để chấm điểm và công bố team nào làm xuất sắc nhất. Mỗi team thực hiện trong một khoảng thời gian được ấn định và các mentor sẽ không được nói chuyện với thí sinh trong khoảng thời gian tự luyện, nếu vi phạm sẽ bị trừ thời gian thi đấu (điều này sẽ thay đổi theo tùy tập).

Các thí sinh từ team chiến thắng sẽ không bị vào phòng loại trừ. Đặc biệt, đội chiến thắng/thí sinh chiến thắng có thể nhận một số quyền lợi của nhãn hàng tài trợ theo từng tập. Mentor 2 team thua phải chọn 1 thí sinh từ team của họ để vào phòng loại trừ. Trong trường hợp chỉ còn 2 team thi đấu (1 team bị loại hết) thì mentor team thua sẽ phải bắt buộc đưa 2 thí sinh vào phòng loại trừ (nếu team thua chỉ còn 1 thí sinh thì thí sinh đó đương nhiên bị loại mà không cần vào phòng loại trừ). Mentor team thắng sẽ quyết định 1 thí sinh sẽ phải ra về trong phòng loại trừ (có thể không loại hoặc loại cả hai thí sinh tùy tình huống), khi đã ra khỏi phòng loại trừ thì mọi sự thay đổi về quyết định loại đều không được chấp nhận. Trường hợp hiếm gặp chỉ còn 1 team thi đấu (2 team bị loại hết) thì mentor team đó sẽ bắt buộc tự loại 1 thí sinh team họ. Quá trình loại bỏ được lặp lại mỗi tuần cho đến tập bán kết.
Ở tập 9 - Bán kết, sau khi công bố team chiến thắng thử thách nhóm, mentor chiến thắng thử thách của tập sẽ loại 1 trong 2 thí sinh được gửi vào trong phòng loại từ hai team còn lại như bình thường, sau đó các mentor (của những team còn thí sinh) sẽ phải tự loại tiếp một thí sinh của team họ, những thí sinh còn lại sẽ bước vào Final Walk. Thí sinh chiến thắng cuộc thi sẽ trở thành The Face Vietnam - Gương mặt Người mẫu Việt Nam 2023.

### Giải thưởng
Thí sinh thắng cuộc sẽ nhận được: 
- Một hợp đồng làm việc độc quyền với công ty quản lý và đào tạo người mẫu BeU Models
- Giải thưởng tiền mặt trị giá 200.000.000 VND
- Được xuất hiện trên trang bìa tạp chí thời trang Harper's Bazaar Vietnam
- Trở thành gương mặt đại diện cho Tuần lễ Thời trang Quốc tế Việt Nam – Vietnam International Fashion Week Thu Đông 2023
- Tham gia khoá học "Xây dựng và định hình phong cách" của Image Coach
- Cơ hội trải nghiệm 4 tuần lễ thời trang danh giá trên thế giới: Paris Fashion Week, New York Fashion Week, Milan Fashion Week, London Fashion Week. (Chú thích: Giải thưởng sẽ bổ sung cả cơ hội tham gia Tokyo Fashion Week và Seoul Fashion Week)
- 1 bộ hình photoshoot cùng nhãn hàng M.A.C Cosmetics Vietnam

Bên cạnh đó, các nhãn hàng có thể lựa chọn đại diện và ký hợp đồng ngay tại trường quay với những thí sinh phù hợp yêu cầu.
Ngoài ra, 11 thí sinh đã bị loại trong Top 15 sẽ được khán giả bình chọn trên Bvote trong khoảng thời gian từ 11/8 đến 13/8. Thí sinh có số vote cao nhất sẽ trở thành "Thí sinh được yêu thích nhất The Face Vietnam 2023" và sở hữu cơ hội tham gia tuần lễ thời trang Seoul Fashion Week cùng Top 4.

## Dẫn chương trình và Huấn luyện viên Mùa 4
| Huấn luyện viên       | Tập       | Tập       | Tập       | Tập       | Tập       | Tập       | Tập       | Tập       | Tập       | Tập       | Tập       | Tập       |
| Huấn luyện viên       | 1         | 2         | 3         | 4         | 5         | 6         | 6         | 7         | 8         | 9         | 9         | 10        |
| --------------------- | --------- | --------- | --------- | --------- | --------- | --------- | --------- | --------- | --------- | --------- | --------- | --------- |
| Anh Thư               | Top 5     | THẤP      | THẮNG     | THẤP      | LOẠI      | THẤP      | LOẠI      | THẤP      | THẮNG     | THẮNG     | LOẠI      | THẮNG     |
| Vũ Thu Phương         | Top 5     | THẮNG     | THẤP      | LOẠI      | THẮNG     | THẤP      | LOẠI      | THẮNG     | THẤP      | LOẠI      | LOẠI      | VỀ NHÌ    |
| Kỳ Duyên - Minh Triệu | Top 5     | LOẠI      | LOẠI      | THẮNG     | THẤP      | THẮNG     | THẮNG     | LOẠI      | LOẠI      | THẤP      | LOẠI      | VỀ NHÌ    |
| Dẫn chương trình      | Nam Trung | Nam Trung | Nam Trung | Nam Trung | Nam Trung | Nam Trung | Nam Trung | Nam Trung | Nam Trung | Nam Trung | Nam Trung | Nam Trung |

     Đội chiến thắng
     Đội về nhì
     Đội chiến thắng thử thách theo nhóm
     Đội có thí sinh lọt vào top nguy hiểm
     Đội có thí sinh bị loại
Tổng số chiến thắng Campaign (tính cả tập Chung kết): Team Anh Thư (4), Team Vũ Thu Phương (3), Team Kỳ Duyên - Minh Triệu (2)

## Các thí sinh
Chú ý: Tính theo độ tuổi khi còn trong chương trình
| Thí sinh | Thí sinh              | Năm sinh | Chiều cao              | Quê quán        | Đội                 | Bị loại                     | Hạng                             |
| -------- | --------------------- | -------- | ---------------------- | --------------- | ------------------- | --------------------------- | -------------------------------- |
|          | Nguyễn Trần Đức Ân    | 2003     | 1,85 m (6 ft 1 in)     | TP. Hồ Chí Minh | Anh Thư             | Tập 1                       | 16 (rút)                         |
|          | Nguyễn Hoàng Học      | 1997     | 1,70 m (5 ft 7 in)     | TP. Hồ Chí Minh | Kỳ Duyên/Minh Triệu | Tập 3                       | 15                               |
|          | "Vio" Hồ Hải Triều    | 1996     | 1,78 m (5 ft 10 in)    | TP. Hồ Chí Minh | Thu Phương          | Tâp 4                       | 14                               |
|          | Hoàng Kim Ngân        | 2001     | 1,72 m (5 ft 7+1⁄2 in) | Gia Lai         | Anh Thư             | Tập 5                       | 13                               |
|          | Vũ Tuấn Anh           | 1995     | 1,85 m (6 ft 1 in)     | Thanh Hóa       | Thu Phương          | Tập 6                       | 12 11                            |
|          | Phạm Thu Huyền        | 1999     | 1,73 m (5 ft 8 in)     | Hải Phòng       | Anh Thư             | Tập 6                       | 12 11                            |
|          | Lương Thùy Dương      | 1998     | 1,78 m (5 ft 10 in)    | Hà Nội          | Kỳ Duyên/Minh Triệu | Tập 7                       | 10                               |
|          | Phạm Tuấn Ngọc        | 1999     | 1,84 m (6 ft 1⁄2 in)   | Hải Phòng       | Kỳ Duyên/Minh Triệu | Tập 8                       | 9 (thí sinh được yêu thích nhất) |
|          | Nguyễn Hương Liên     | 2003     | 1,68 m (5 ft 6 in)     | Hà Nam          | Thu Phương          | Tập 9                       | 8                                |
|          | Nguyễn Thị Cẩm Đan    | 2002     | 1,74 m (5 ft 8+1⁄2 in) | An Giang        | Kỳ Duyên/Minh Triệu | Tập 2 (lần 1) Tập 9 (lần 2) | 7–5                              |
|          | Lâm Hoàng Oanh        | 2003     | 1,75 m (5 ft 9 in)     | Đồng Tháp       | Thu Phương          | Tập 9                       | 7–5                              |
|          | Nguyễn Thanh Trâm     | 2002     | 1,74 m (5 ft 8+1⁄2 in) | TP. Hồ Chí Minh | Anh Thư             | Tập 9                       | 7–5                              |
|          | Nguyễn Ngọc Phương Vy | 2000     | 1,70 m (5 ft 7 in)     | TP. Hồ Chí Minh | Kỳ Duyên/Minh Triệu | Tập 10                      | 4–2                              |
|          | Võ Minh Toại          | 1998     | 1,84 m (6 ft 1⁄2 in)   | Bình Định       | Anh Thư             | Tập 10                      | 4–2                              |
|          | Bùi Thị Xuân Hạnh     | 2001     | 1,72 m (5 ft 7+1⁄2 in) | Ninh Bình       | Thu Phương          | Tập 10                      | 4–2                              |
|          | Huỳnh Thị Tú Anh      | 2002     | 1,78 m (5 ft 10 in)    | Bình Dương      | Anh Thư             | Tập 10                      | 1                                |

## Các tập phát sóng

### Tập 1: Casting & Lập đội
Ngày phát sóng: 04 tháng 06 năm 2023
| Bảng chọn đội | Bảng chọn đội         | Bảng chọn đội            | Bảng chọn đội            | Bảng chọn đội            |
| Thứ tự        | Thí sinh              | Huấn luyện viên (Mentor) | Huấn luyện viên (Mentor) | Huấn luyện viên (Mentor) |
| ------------- | --------------------- | ------------------------ | ------------------------ | ------------------------ |
| Thứ tự        | Thí sinh              | Anh Thư                  | Kỳ Duyên - Minh Triệu    | Vũ Thu Phương            |
| 1             | Phạm Tuấn Ngọc        | ✔                        | ✔                        | ✔                        |
| 2             | Nguyễn Hoàng Học      | ✔                        | ✔                        | ✔                        |
| 3             | Nguyễn Ngọc Phương Vy | ✔                        | ✔                        | ✔                        |
| 4             | Nguyễn Thị Cẩm Đan    | ✔                        | ✔                        | —                        |
| 5             | Nguyễn Trần Đức Ân    | ✔                        | —                        | ✔                        |
| 6             | Bùi Thị Xuân Hạnh     | ✔                        | —                        | ✔                        |
| 7             | Nguyễn Hương Liên     | ✔                        | —                        | ✔                        |
| 8             | Lương Thùy Dương      | —                        | ✔                        | —                        |
| 9             | Lâm Hoàng Oanh        | —                        | Full team                | ✔                        |
| 10            | Huỳnh Thị Tú Anh      | ✔                        | Full team                | —                        |
| 11            | Phạm Thu Huyền        | ✔                        | Full team                | —                        |
| 12            | Nguyễn Thanh Trâm     | ✔                        | Full team                | —                        |
| 13            | Hồ Hải Triều "Vio Hồ" | —                        | Full team                | ✔                        |
| 14            | Vũ Tuấn Anh           | ✔                        | Full team                | ✔                        |
| 15            | Võ Minh Toại          | ✔                        | Full team                | Full team                |
| 16            | Hoàng Kim Ngân        | ✔                        | Full team                | Full team                |

✔ Thí sinh được lựa chọn
     Thí sinh không được lựa chọn
     Thí sinh có nhiều mentor lựa chọn
     Thí sinh chỉ có một mentor lựa chọn
Sau vòng chọn đội, thí sinh Nguyễn Trần Đức Ân từ team Anh Thư xin được rút lui vì lý do sức khỏe. Hoàng Kim Ngân được lựa chọn để thay thế vị trí trống trong Top 15. Sau cùng, đội hình các team như sau:
- Team Anh Thư: Huỳnh Thị Tú Anh, Nguyễn Thanh Trâm, Phạm Thu Huyền, Võ Minh Toại, Hoàng Kim Ngân.
- Team Vũ Thu Phương: Hồ Hải Triều, Bùi Thị Xuân Hạnh, Lâm Hoàng Oanh, Nguyễn Hương Liên, Vũ Tuấn Anh.
- Team Kỳ Duyên - Minh Triệu: Lương Thùy Dương, Nguyễn Hoàng Học, Nguyễn Ngọc Phương Vy, Nguyễn Thị Cẩm Đan, Phạm Tuấn Ngọc.

### Tập 2: Ai mới thật sự là người chơi cờ? - Top 15
Ngày phát sóng: 11 tháng 06 năm 2023
- Thương hiệu: Viaggio
- Nội dung:
  - Thử thách Master Class - Giải phóng hình thể qua vũ đạo: Thực hiện một video quảng cáo cho sữa rửa mặt băng tuyết 3 tác động của Viaggio theo yêu cầu nhãn hàng và làm viral vũ điệu flashmob rửa mặt với 3 động tác đặc trưng hình chữ "L".
  - Thử thách chính: Thực hiện video quảng cáo cho sữa rửa mặt băng tuyết 3 tác động của Viaggio theo các storyboard và các vai nhân vật.
- Phần thưởng: Ký hợp đồng với thương hiệu chăm sóc da Viaggio
- Chiến thắng thử thách Master Class: Team Anh Thư
- HLV và đội chiến thắng thử thách chính: Team Vũ Thu Phương
  - Thí sinh được phần thưởng của nhãn hàng: Nguyễn Hương Liên
- Thí sinh vào phòng loại trừ: Phạm Thu Huyền & Nguyễn Thị Cẩm Đan
- Thí sinh bị loại: Nguyễn Thị Cẩm Đan
- Khách mời: Fansie Family, Johnny Cai (đại diện thương hiệu chăm sóc da Viaggio), Lê Phương (PR & Marketing Director thương hiệu chăm sóc da Viaggio)

### Tập 3: Ngàn cân treo bước catwalk - Top 14
Ngày phát sóng: 18 tháng 06 năm 2023
- Nội dung:
  - Thử thách Master Class - Catwalk: Mỗi thí sinh có 2 phút để bắt đầu catwalk từ trong cánh gà đi ra tới đầu cầu sân khấu. Hai vị huấn luyện viên của đội còn lại sẽ đưa ra bất kì thử thách nào và chấm thí sinh này. Thí sinh có số điểm cao nhất là thí sinh chiến thắng.
  - Thử thách chính - Catwalk liên hoàn: Mỗi team sẽ cử một người, đấu thành 5 nhóm và phải vượt qua các chướng ngại vật: Sàn catwalk dốc, Quay hình trên Dolly, Catwalk lùi trên địa hình khó, Thay trang phục, Posing trên thảm đỏ. 4 Huấn luyện viên sẽ kết nối và hướng dẫn thí sinh qua tai nghe và chỉ đạo thí sinh diễn xuất để hoàn thành phần thi. Sau khi hoàn thành, các ban giám khảo khách mời sẽ chấm điểm cho từng thí sinh và đội có số điểm cao nhất sẽ giành chiến thắng trong phần này.
- Phần thưởng: Các thành viên của đội chiến thắng thử thách chính sẽ được xuất hiện trong show diễn "Thong dong" Xuân/Hè 2023 của NTK Adrian Anh Tuấn
- Chiến thắng thử thách Master Class: Phạm Tuấn Ngọc
- HLV và đội chiến thắng thử thách chính: Team Anh Thư
- Thí sinh vào phòng loại trừ: Lâm Hoàng Oanh & Nguyễn Hoàng Học
- Thí sinh bị loại: Nguyễn Hoàng Học
- Khách mời: NTK Adrian Anh Tuấn, Madame Trang Lê, stylist Lê Minh Ngọc

### Tập 4: Nước cờ mạo hiểm - Top 13
Ngày phát sóng: 25 tháng 06 năm 2023
- Thương hiệu: Elise
- Nội dung:
  - Thử thách phụ - Mix & Match: Mỗi một thí sinh trong một đội phải chọn cho mình ít nhất 3 outfit. Riêng thí sinh nam phối đồ cùng áo phông Elise. Có 10 phút lựa chọn trang phục. Sau đó, trong 30 phút, mỗi đội phải quay 1 clip theo trend Biến hình. Mỗi một video có thời lượng không quá 1 phút 30 giây gồm 1 scene có logo Elise và một câu slogan của thương hiệu "Hãy đón chờ một sự kiện vô cùng thú vị để nâng tầm trải nghiệm mua sắm tuyệt vời chỉ có tại "'Elise"
  - Thử thách chính - Livestream: Các đội sẽ trải nghiệm vai trò đại diện cho thương hiệu thời trang Elise và thuyết phục khách hàng tải app Elise và trải nghiệm mua sắm trên ứng dụng qua hình thức livestream trực tuyến. Kết quả sẽ dựa trên 50% điểm số lượng download ứng dụng và 50% điểm cho tính sáng tạo, giải trí. Các đội không bị hạn chế bất kì phương tiện nào để livestream, cũng như có thể mời thêm bất kỳ ai (kể cả những thí sinh đã bị loại trong các tập trước) để tham gia hỗ trợ cho phần livestream của đội mình.
- Phần thưởng:
  - Thử thách phụ: 1 Voucher mua sắm tại Elise trị giá 10 triệu đồng (2 đội còn lại mỗi đội nhận một Voucher mua sắm tại Elise trị giá 5 triệu đồng)
  - Thử thách chính: Ký hợp đồng làm việc với Elise trị giá 50 triệu đồng
- Chiến thắng thử thách Master Class: Team Kỳ Duyên - Minh Triệu
- HLV và đội chiến thắng thử thách chính: Team Kỳ Duyên - Minh Triệu
  - Thí sinh được phần thưởng của nhãn hàng: Nguyễn Thanh Trâm
- Thí sinh vào phòng loại trừ: "Vio" Hồ Hải Triều & Võ Minh Toại
- Thí sinh bị loại: "Vio" Hồ Hải Triều
- Khách mời: Thanh Thanh Huyền, Lưu Nga (nhà sáng lập thương hiệu thời trang Elise), Cẩm Đan, Hoàng Học (từng là thí sinh team Minh Triệu & Kỳ Duyên), Đức Ân (từng là thí sinh team Anh Thư), tiktoker Phạm Thoại, Trương Nhã Dinh (hỗ trợ team Vũ Thu Phương), tiktoker Long Chun (hỗ trợ team Minh Triệu & Kỳ Duyên)

### Tập 5: Bình yên trước cơn bão? - Top 12
Ngày phát sóng: 02 tháng 07 năm 2023
- Thương hiệu: Label.M
- Nội dung:
  - Thử thách Master Class - Posing, tạo dáng và tương tác trước ống kính: Chụp hình với tóc. Mỗi một thí sinh có 60 giây để có nhiều biểu cảm nhất với mái tóc.
  - Thử thách chính: Thực hiện 1 video clip quảng bá cho thương hiệu chăm sóc tóc Label.M, thí sinh phải thực hiện trong không gian với đèn chùm liên tục chuyển động và ánh sáng ánh kim, sử dụng ngôn ngữ cơ thể, trang phục và mái tóc. Làm nổi bật sản phẩm Label.M trong khung hình. Cách thức chấm điểm: 4 điểm cho việc làm nổi bật tinh thần thương hiệu, 3 điểm cho những cú "đặc tả" mái tóc, 3 điểm cho sự sáng tạo.
- Phần thưởng:
  - Thử thách Master Class: 6 tháng sử dụng sản phẩm từ Label.M và một đặc quyền trong phần thử thách chính
  - Thử thách chính: Ký hợp đồng làm việc trực tiếp với Label.M (trước khi thực hiện thử thách chính, tất cả thí sinh trong Top 12 cũng như các HLV đều sẽ nhận những phần quà đến từ Label.M)
- Chiến thắng thử thách Master Class: Nguyễn Ngọc Phương Vy
- HLV và đội chiến thắng thử thách chính: Team Vũ Thu Phương
  - Thí sinh được phần thưởng của nhãn hàng: Bùi Thị Xuân Hạnh & Nguyễn Ngọc Phương Vy
- Thí sinh vào phòng loại trừ: Phạm Tuấn Ngọc & Hoàng Kim Ngân
- Thí sinh bị loại: Hoàng Kim Ngân
- Khách mời: Annie Quách (PR Manager thương hiệu Label.M Vietnam), Trần Anh Vũ (Marketing Manager thương hiệu Label.M Vietnam), Tanny Vũ (Technical Director Label.M Vietnam - Hair Stylist tại Tanny Vũ Hair Salon)
- Chú thích: Kết quả loại trừ ở tập 5 không công bố ngay ở bản phát sóng truyền hình (dự kiến sẽ công bố vào đầu tập 6), khán giả có thể xem trước tại bản đầy đủ tập này trên kênh Youtube chính thức của Multimedia.

### Tập 6: Những nụ hôn không "trôi" - Top 11 - Loại "Kép"
Ngày phát sóng: 09 tháng 07 năm 2023
- Thương hiệu: M.A.C Cosmetics
- Nội dung: (Kết quả được tính bởi trung bình cộng điểm của các thí sinh trong team, trong đó điểm của mỗi thí sinh trong team được tính bởi điểm Master Class chiếm 30% và Thử thách chính chiếm 70%, vì thế sẽ chỉ có kết quả chung cho cả tập) 
  - Thử thách Master Class: Tạo tình huống với nụ hôn bằng một cú máy gimbal và kết clip bằng một câu thoại slogan của dòng sản phẩm
  - Thử thách chính - Nụ hôn khóa màu: Thực hiện 1 fashion video quảng bả cho dòng son LOCKED KISS INK qua hashtag #MACKissChallenge. Thí sinh sẽ được treo ngược, mỗi thí sinh có 1 bạn trợ diễn. Thí sinh thực hiện nụ hôn khóa màu trong tư thế treo ngược. Các huấn luyện viên có toàn quyền chỉnh sửa video sản phẩm.
- Phần thưởng: 
  - Thí sinh chiến thắng nhận được một bộ ảnh và sản phẩm của M.A.C dòng LOCKED KISS INK, được quảng bá trên tất cả các phương tiện truyền thông của M.A.C Vietnam
  - Mentor chiến thắng tập sẽ nhận được tất cả dòng sản phẩm son môi hiện tại của M.A.C, 2 Mentor còn lại sẽ nhận dòng chai nước tẩy trang của nhãn hàng M.A.C (kết quả tập này nằm trong chiếc túi quà của đại diện nhãn hàng gửi đến các Mentor)
- HLV và đội chiến thắng tập: Team Kỳ Duyên - Minh Triệu
  - Thí sinh được phần thưởng của nhãn hàng: Phạm Tuấn Ngọc & Nguyễn Thanh Trâm

- Thí sinh vào phòng loại trừ: Phạm Thu Huyền, Võ Minh Toại, Bùi Thị Xuân Hạnh & Vũ Tuấn Anh
- Thí sinh bị loại: Phạm Thu Huyền & Vũ Tuấn Anh
- Khách mời: Phạm Anh Tuấn (giám đốc thương hiệu M.A.C Việt Nam), Ann Nguyễn (chuyên viên đào tạo cao cấp M.A.C Việt Nam)
- Chú thích:
  - Kết quả loại trừ ở tập 6 không công bố ngay ở bản phát sóng truyền hình (dự kiến sẽ công bố vào đầu tập 7), khán giả có thể xem trước tại bản đầy đủ tập này trên kênh Youtube chính thức của Multimedia.
  - Đây là tập loại "Kép" đầu tiên trong lịch sử 4 mùa phát sóng của The Face Vietnam. Mentor của 2 team thua sẽ phải cử 2 thí sinh trong team vào phòng loại thay vì 1 như bình thường (Mentor chiến thắng sẽ không bị loại bất cứ thí sinh nào cả), và mentor chiến thắng sẽ đưa 2 trong 4 thí sinh ở phòng loại rời khỏi cuộc chơi (có thể loại hai thí sinh cùng 1 team và giữ lại hai thí sinh của team còn lại, hoặc loại bỏ 1 thí sinh mỗi team, hoặc không loại thí sinh nào cả).

### Tập 7: Hỷ - Nộ - Ái - Ố - Top 9
Ngày phát sóng: 23 tháng 07 năm 2023
- Thương hiệu: Philips
- Nội dung:
  - Thử thách Master Class - Diễn xuất: Mỗi đội có 1 tiểu phẩm diễn theo 1 tình huống do Nam Thư đưa ra. Đội chiến thắng được thêm thời gian cho thử thách chính.
  - Thử thách chính: Quay một viral video quảng bá cho sản phẩm bàn ủi hơi nước đứng All-in-one Philips GC628/80. Các đội phải tự lên kịch bản, tự cắt dựng video và tự làm người mẫu và các cú máy được quay one-shot.
- Phần thưởng: Được kí hợp đồng trực tiếp làm KOL với nhãn hàng Philips
- Chiến thắng thử thách Master Class: Team Kỳ Duyên - Minh Triệu
- HLV và đội chiến thắng tập: Team Vũ Thu Phương
  - Thí sinh được phần thưởng của nhãn hàng: Lâm Hoàng Oanh
- Thí sinh vào phòng loại trừ: Lương Thùy Dương & Huỳnh Thị Tú Anh
- Thí sinh bị loại: Lương Thùy Dương
- Khách mời: Diễn viên Nam Thư (CEO Nam Thư Entertainment), Luda Zueva (Giám đốc Marketing khu vực Châu Á - Thái Bình Dương thương hiệu Philips)
- Chú thích: Tập này được phát sóng trên kênh Youtube chính thức của Multimedia vào lúc 21:00 thay vì 20:30 như thường lệ.

### Tập 8: Cú comeback ngoạn mục / Phòng loại trừ chấn động lịch sử - Chặng đua nước rút
Ngày phát sóng: 30 tháng 07 năm 2023
- Thương hiệu: Phố Xinh
- Nội dung: (Thử thách Comeback sẽ dành cho 7 thí sinh đã bị loại trước đó, thử thách chính sẽ dành cho 8 thí sinh còn lại, thí sinh chiến thắng thử thách Comeback sẽ được trở lại đội hình cũ và không thể bị loại trong tập này, ngay cả khi đội của họ không giành chiến thắng thử thách chính)
  - Thử thách Comeback: Shoot một bộ ảnh gồm 5-8 bức hình cho thương hiệu nội thất Phố Xinh, thể hiện được phong cách sống, tính hiện đại và phù hợp của sản phẩm. Sau đó, các thí sinh phải tự thuyết trình để giới thiệu sản phẩm và bức ảnh.
  - Thử thách chính: Quay một video quảng cáo dài 1 phút 30 giây cho thương hiệu nội thất Phố Xinh. Mỗi đội tự lên kịch bản và phân vai trong các bối cảnh và địa điểm, sau đó có 1 tiếng để quay phim (Cả ba đội sẽ phải thực hiện cùng một lúc).
- Phần thưởng: Được kí hợp đồng trực tiếp làm KOL với thương hiệu nội thất Phố Xinh
- HLV và đội chiến thắng tập: Team Anh Thư
  - Thí sinh được phần thưởng của nhãn hàng: Nguyễn Hương Liên & Phạm Tuấn Ngọc
- Thí sinh được cứu trở lại The Face Vietnam: Nguyễn Thị Cẩm Đan
- Thí sinh vào phòng loại trừ: Bùi Thị Xuân Hạnh & Phạm Tuấn Ngọc
- Thí sinh bị loại: Phạm Tuấn Ngọc
- Khách mời: Dương Quốc Nam (CEO Hoàng Nam Group), Naomi Thuỷ Nguyễn (founder YC Company)
- Chú thích: Lần đầu tiên trong lịch sử The Face Vietnam, tất cả thí sinh đã bị loại ở các tập trước sẽ quay trở lại thực hiện thử thách, và một trong số những thí sinh này sẽ được cứu để quay trở lại chương trình. Ngoài ra, kết quả loại trừ được quyết định ở ngoài phòng loại.

### Tập 9: Cuộc chiến cuối cùng / Ai sẽ bước vào đêm Chung kết? - Bán kết
Ngày phát sóng: 06 tháng 08 năm 2023
- Thương hiệu: M.A.C Cosmetics
- Nội dung: I AM A SUPER STAR - M.A.C Comestics, ở thử thách này, các thí sinh sẽ thực hiện hai phần thi High Fashion Video với yêu cầu bạn là ngôi sao toả sáng đúng với slogan "I AM A SUPER STAR" và ba bộ Photoshoot theo tiêu chí của nhãn hàng.
- Phần thưởng: Thí sinh chiến thắng làm việc với M.A.C, đồng thời được xuất hiện trên toàn bộ ấn phẩm trên trung tâm thương mại toàn quốc và thế giới.
- HLV và đội chiến thắng tập: Team Anh Thư
  - Thí sinh được phần thưởng của nhãn hàng: Huỳnh Thị Tú Anh
- Thí sinh vào phòng loại trừ: Nguyễn Ngọc Phương Vy & Nguyễn Hương Liên
- Thí sinh bị loại trong phòng loại trừ: Nguyễn Hương Liên
- Thí sinh bị loại bởi HLV chủ quản: Nguyễn Thị Cẩm Đan, Lâm Hoàng Oanh & Nguyễn Thanh Trâm
- Top 4 chung cuộc: Nguyễn Ngọc Phương Vy, Bùi Thị Xuân Hạnh, Võ Minh Toại & Huỳnh Thị Tú Anh
- Khách mời: Phạm Anh Tuấn (giám đốc thương hiệu M.A.C Việt Nam), Ann Nguyễn (chuyên viên đào tạo cao cấp M.A.C Việt Nam)
- Chú thích: Lần đầu tiên trong lịch sử The Face Vietnam, tập Bán kết sẽ có 2 phần loại trừ: Phần loại trừ 1 sẽ tương tự như các tập bình thường, phần loại trừ thứ 2 sẽ để cho các HLV tự loại 1 thí sinh team họ. Cuối cùng sẽ có 4 thí sinh bị loại và 4 thí sinh vào Final Walk - Chung kết The Face Vietnam 2023.

### Tập 10: Final Walk / Ai sẽ là Quán quân cùng Multimedia bước ra thế giới
Ngày phát sóng trực tiếp: 13 tháng 08 năm 2023
Thứ tự thi trong đêm Chung kết: Team Anh Thư, Team Kỳ Duyên - Minh Triệu, Team Vũ Thu Phương
- Thử thách 1: Thử thách Catwalk khẳng định màu sắc bản thân
- Thử thách 2: Thử thách liên hoàn Photoshoot và Video Clip thực hiện với hai cú máy ngay trên bục thang và sân khấu
- Nhiếp ảnh gia: Vương Huy
- Huấn luyện viên và đội chiến thắng: Team Anh Thư
- THE FACE VIETNAM 2023: Huỳnh Thị Tú Anh
- Á quân: Võ Minh Toại, Bùi Thị Xuân Hạnh & Nguyễn Ngọc Phương Vy
- Khách mời: Trần Nguyễn Thiên Hương (tổng biên tập tạp chí Harper's Bazaar Vietnam), Madame Trang Lê (nhà sáng lập), Tùng Leo (MC)
- Biểu diễn: Ngõ Chạm - BIGDADDY, EMILY, À Lôi - Double2T (producer by HaiMa x MinBoo)

## Thứ tự loại trừ
| Team Thu Phương | Team Kỳ Duyên, Minh Triệu | Team Anh Thư |

| Thí sinh           | Tập | Tập          | Tập          | Tập                        | Tập                   | Tập                    | Tập                        | Tập                    | Tập    | Tập    | Tập       |  |
| Thí sinh           | 1   | 2            | 3            | 4                          | 5                     | 6                      | 7                          | 8                      | 9      | 9      | 10        |  |
| ------------------ | --- | ------------ | ------------ | -------------------------- | --------------------- | ---------------------- | -------------------------- | ---------------------- | ------ | ------ | --------- |  |
| Thắng Master Class | —   | Team Anh Thư | Tuấn Ngọc    | Team Kỳ Duyên - Minh Triệu | Phương Vy             | Tú Anh                 | Team Kỳ Duyên - Minh Triệu | —                      | —      | —      | —         |  |
| Booked for job     | —   | Hương Liên   | Team Anh Thư | Thanh Trâm                 | Xuân Hạnh & Phương Vy | Tuấn Ngọc & Thanh Trâm | Hoàng Oanh                 | Tuấn Ngọc & Hương Liên | Tú Anh | Tú Anh | —         |  |
| Tú Anh             | QUA | AT           | THẮNG        | AT                         | AT                    | AT                     | THẤP                       | THẮNG                  | THẮNG  | AT     | QUÁN QUÂN |  |
| Minh Toại          | QUA | AT           | THẮNG        | THẤP                       | AT                    | THẤP                   | AT                         | THẮNG                  | THẮNG  | AT     | Á QUÂN    |  |
| Xuân Hạnh          | QUA | THẮNG        | AT           | AT                         | THẮNG                 | THẤP                   | THẮNG                      | THẤP                   | AT     | AT     | Á QUÂN    |  |
| Phương Vy          | QUA | AT           | AT           | THẮNG                      | AT                    | THẮNG                  | AT                         | AT                     | THẤP   | AT     | Á QUÂN    |  |
| Thanh Trâm         | QUA | AT           | THẮNG        | AT                         | AT                    | AT                     | AT                         | THẮNG                  | THẮNG  | LOẠI   |           |  |
| Hoàng Oanh         | QUA | THẮNG        | THẤP         | AT                         | THẮNG                 | AT                     | THẮNG                      | AT                     | AT     | LOẠI   |           |  |
| Cẩm Đan            | QUA | LOẠI         |              |                            |                       |                        |                            | QL                     | AT     | LOẠI   |           |  |
| Hương Liên         | QUA | THẮNG        | AT           | AT                         | THẮNG                 | AT                     | THẮNG                      | AT                     | LOẠI   |        |           |  |
| Tuấn Ngọc          | QUA | AT           | AT           | THẮNG                      | THẤP                  | THẮNG                  | AT                         | LOẠI                   |        |        |           |  |
| Thuỳ Dương         | QUA | AT           | AT           | THẮNG                      | AT                    | THẮNG                  | LOẠI                       |                        |        |        |           |  |
| Tuấn Anh           | QUA | THẮNG        | AT           | AT                         | THẮNG                 | LOẠI                   |                            |                        |        |        |           |  |
| Thu Huyền          | QUA | THẤP         | THẮNG        | AT                         | AT                    | LOẠI                   |                            |                        |        |        |           |  |
| Kim Ngân           | CỨU | AT           | THẮNG        | AT                         | LOẠI                  |                        |                            |                        |        |        |           |  |
| Vio Hồ             | QUA | THẮNG        | AT           | LOẠI                       |                       |                        |                            |                        |        |        |           |  |
| Hoàng Học          | QUA | AT           | LOẠI         |                            |                       |                        |                            |                        |        |        |           |  |
| Đức Ân             | RÚT |              |              |                            |                       |                        |                            |                        |        |        |           |  |

     Thí sinh an toàn
     Thí sinh nằm trong đội chiến thắng của tập thi
     Thí sinh vào phòng nguy hiểm nhưng không bị loại
     Thí sinh bị loại khỏi cuộc thi
     Thí sinh rút khỏi cuộc thi
     Thí sinh ban đầu bị loại nhưng được cứu
     Thí sinh ban đầu bị loại nhưng được quay lại cuộc thi
     Thí sinh về nhì
     Thí sinh chiến thắng The Face Vietnam 2023
- Ở tập 1, sau khi 15 thí sinh được chọn vào 3 đội, Đức Ân từ đội Anh Thư đã rút khỏi cuộc thi vì lý do sức khỏe. Vì vậy, Anh Thư phải chọn một thành viên mới là Kim Ngân.
- Ở tập 6, đội chiến thắng phải loại 2 thí sinh, vì thế, mỗi đội thua cuộc phải gửi 2 thí sinh vào phòng loại trừ.
- Ở tập 8, toàn bộ thí sinh của Top 15 đều sẽ cùng thực hiện thử thách (7 thí sinh đã bị loại sẽ tham gia). Kết thúc tập, 1 thí sinh thể hiện tốt nhất từ nhóm 7 thí sinh đã bị loại trước đó sẽ được quay trở lại với The Face Vietnam, và 1 thí sinh trong nhóm 8 thí sinh hiện tại sẽ bị loại bỏ.
- Ở tập 9 - Bán kết, sau khi mentor thắng loại 1 thí sinh trong phòng loại như bình thường, các mentor sẽ tự loại 1 thí sinh của team họ. Kết thúc tập, sẽ chỉ còn 4 thí sinh cho đêm Chung kết

## Thông tin thí sinh
- Huỳnh Thị Tú Anh: Top 24 Tiktok FashUP 2022.
- Bùi Thị Xuân Hạnh: Đăng quang Hoa hậu Hoàn vũ Việt Nam 2023 cùng các giải phụ (Người đẹp Thời trang, Top 6 Người đẹp Biển, Top 12 Người đẹp Bản lĩnh, Top 10 Best Interview, Top 15 Best Catwalk, Top 15 Miss Purité), Top 5 Hoa hậu Hoàn vũ Quốc tế 2024 cùng giải phụ Trang phục dạ hội đẹp nhất.
- Võ Minh Toại: Nam vương Đại học Ngoại thương 2018, Á vương 1 Nam vương Thế giới Việt Nam 2024 cùng giải phụ Beauty With A Purpose Winner.
- Phạm Tuấn Ngọc: Nam vương Đại học Kinh tế Quốc dân 2019, Đăng quang Nam vương Thế giới Việt Nam 2024, Á vương 1 Nam vương Thế giới 2024 cùng giải phụ (Top 5 Mister Talent, Top 12 Top Model, Top 20 Head-to-head Challenge, Top 5 Beauty with a Purpose, Top 20 Best National Costume, Top 17 Multimedia, Mister World Asia).
- Nguyễn Thị Cẩm Đan: Top 15 Hoa hậu Việt Nam 2020 cùng các giải phụ (Top 5 Người đẹp Áo dài, Top 5 Người đẹp Truyền thông).
- Phạm Thu Huyền: Top 10 Hoa hậu Hoàn vũ Việt Nam 2023 cùng các giải phụ (Top 10 Người đẹp Thời trang, Top 15 Người đẹp Biển, Top 15 Best Catwalk, Top 10 Best Body).
- Hoàng Kim Ngân: Tham gia Hoa hậu Thế giới Việt Nam 2019 và dừng chân sau vòng Chung khảo phía Bắc, Top 45 Hoa hậu Hoàn vũ Việt Nam 2019 cùng giải phụ Top 5 Miss Bvote Universe, tham gia Hoa hậu Việt Nam 2020 và dừng chân sau vòng Sơ khảo, Top 5 Hoa hậu Hoàn vũ Việt Nam 2025 cùng giải phụ ((Người đẹp Ảnh, Cosmo Best Face Award, Top 5 Người đẹp Biển, Top 6 Người đẹp Thời trang, Top 20 Người đẹp Bản lĩnh, Top 10 Cosmo Best Body).
- Nguyễn Thanh Trâm: Top 55 Hoa hậu Hòa bình Việt Nam 2022.
- Lâm Hoàng Oanh: Top 15 The Next Face Vietnam 2021, Top 55 Hoa hậu Hòa bình Việt Nam 2022 nhưng rút lui trước đêm chung khảo vì lý do cá nhân.
- "Vio" Hồ Hải Triều: Top 30 Vietnam’s Next Top Model 2025.
- Nguyễn Trần Đức Ân: Nam vương trường Đại học Văn Lang 2022.